# 559 Nanon
559 Nanon eller 1905 QD är en asteroid i huvudbältet, som upptäcktes 8 mars 1905 av den tyske astronomen Max Wolf i Heidelberg. Den är uppkallad efter operetten Nanon av Richard Genée.
Asteroiden har en diameter på ungefär 79 kilometer.